# Salicornia dolichostachya
Salicornia dolichostachya là loài thực vật có hoa thuộc họ Dền. Loài này được Moss miêu tả khoa học đầu tiên năm 1912.